# Militär-Jubiläumskreuz

Avers

Revers

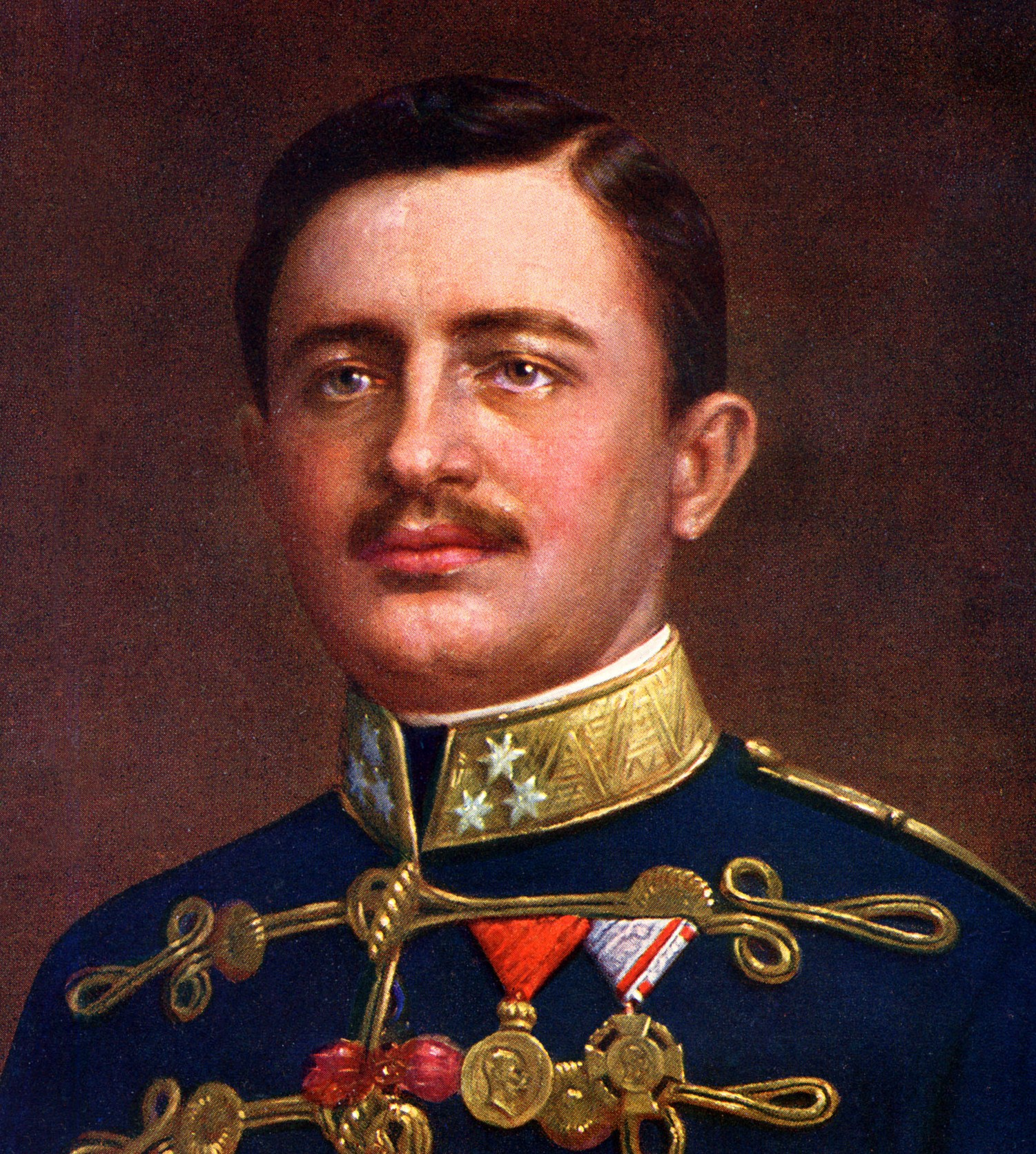
Der spätere Kaiser Karl I. mit dem Orden vom Goldenen Vlies (links), der Militär-Verdienstmedaille (mittig) und dem Militär-Jubiläumskreuz (rechts), 1915

Das Militär-Jubiläumskreuz wurde am 14. August 1908 durch Kaiser Franz Joseph I. anlässlich seines 60. Regierungsjubiläums gestiftet und war die für Angehörige der bewaffneten Macht bestimmte Variante des Jubiläumskreuzes 1908. Anspruchsberechtigt waren nahezu alle zum Stiftungszeitpunkt dem Aktivstand angehörigen Berufsmilitärs des Heeres, der Kriegsmarine und der Gendarmerie, alle Mannschaftspersonen, sofern sie zum Stichtag mindestens dem zweiten Präsenzjahrganges angehörten, sowie alle jene Krieger ohne Ansehen des Ranges und der Stellung, die 1848 mit dem Kaiser unter Führung des Feldmarschalls Radetzky am Feldzug in Italien und an einem Gefecht teilgenommen hatten.

## Ordenszeichen
Die Form des Ordenszeichens entsprach den anderen Versionen des Jubiläumskreuzes 1908: Die vom Kammermedailleur Rudolf Marschall geschaffene Dekoration ist ein Tatzenkreuz von 37 mm Durchmesser, dessen Kreuzarme durch einen Lorbeerkranz verbunden sind. Die Kreuzmitte wird von einem runden Medaillon von 20 mm Durchmesser überdeckt, auf dem das nach links  gewendete Brustbild des Stifters abgebildet ist. Der Regent trägt die Uniform eines Feldmarschalls und den Orden vom Goldenen Vlies. Am linken Rand des Medaillons ist die Inschrift 'FRANC IOS I' zu erkennen. Die Rückseite des Kreuzes ist glatt und trägt auf dem runden Mittelschild die zweizeilig angeordneten Jahreszahlen 1848 1908.
Die Firma Johann Maurer in Wien war gemäß den ihr zustehenden Urheberrechten alleine dazu befugt, Militär-Jubiläumskreuze (sowie zugehörige Miniaturen) "für den Kommerz herzustellen oder in Verkehr zu bringen". 1908 fertigte und verkaufte der k.k. Kammerjuwelier C. F. Rothe & Neffe einige Miniaturen, erklärte jedoch im Dezember des Jahres öffentlich, dass ihm die urheberrechtliche Situation nicht bekannt gewesen war und er diesen daher "rechtsirrtümlich" vorgefallenen Vorgang aufrichtig bedauere.

## Ordensband
Die Dekoration wurde an einem 40 mm breiten weißen mit je einem 5 mm breiten und 3 mm vom Rand entfernten roten Seitenstreifen durchzogenen Dreiecksband auf der linken Brustseite getragen.

## Verleihungen 1915
Anders als bei der Jubiläums-Erinnerungsmedaille 1898 sollte es beim Jubiläumskreuz keine Verleihung von mehreren Exemplaren verschiedener Stufen an einen Träger geben. Daher wurde eine Rangfolge der drei möglichen Varianten beschlossen, die höchste war das Militär-Jubiläumskreuz. Nur die höchstrangige Stufe, zu welcher man berechtigt war, wurde verliehen bzw. getragen. Am 31. Dezember 1914 (veröffentlicht Januar 1915) wurde beschlossen, dass alle zu dem Zeitpunkt aktiven Offiziere das Militär-Jubiläumskreuz verliehen bekamen, selbst, wenn sie 1908 z. B. als Reservisten noch nicht dazu berechtigt waren. Das Militär-Jubiläumskreuz wurde in dem Fall an Stelle von einer eventuell früher verliehenen, anderen Stufe des Jubiläumskreuzes getragen.